# 田园城市理论

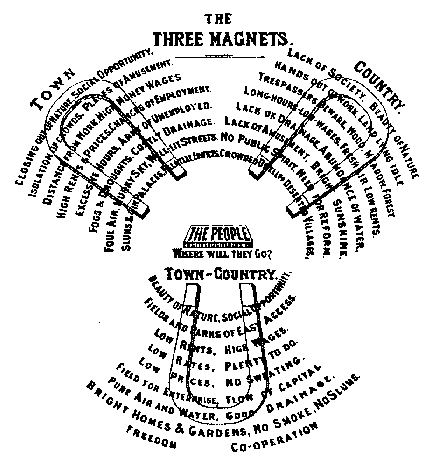
霍華德提出的城市、鄉村、城-鄉「三磁鐵」，畫面中心是「人民」，下方是提問：「他們會走向哪裏？」

田园城市（英語：Garden Cities），也稱為花園城市或田園都市，是英国城市學家、社會活動家埃比尼泽·霍华德爵士（Ebenezer Howard）提出的一种概念，是将人类社区包围于田地或花园的区域之中，平衡住宅、工业和农业区域比例的一种城市规划。
例如：新加坡（Singapore ）、香港九龍塘（Kowloon Tong, Hong.Kong）、中興新村

## 历史

### 概念

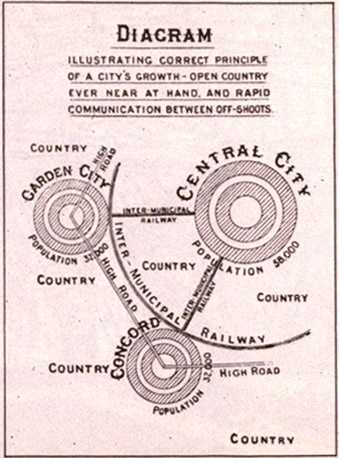
插图：“城市增长的正确原则”

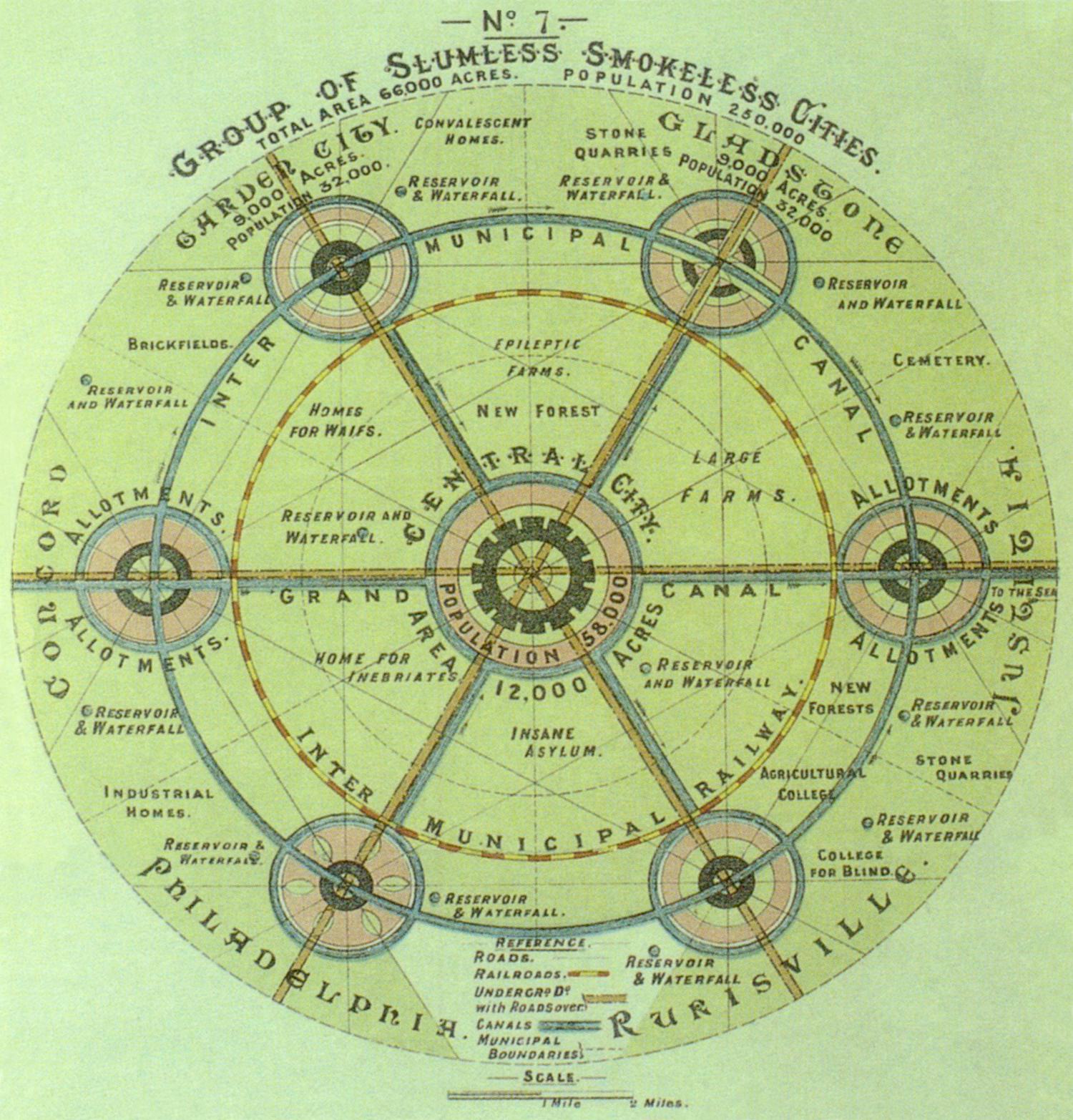
插图：“无贫民窟无烟尘的城市群”

受烏托邦小說《回溯过去》和亨利·乔治的《进步与贫困》的啟發，霍华德于1898年出版了著作《明日·通往改革的和平之路》（To-morrow: a Peaceful Path to Real Reform）。他設想的田園城市是在6,000英畝（2,400公頃）的土地上安置32,000個居民，城市呈同心圓圖案(同心圓只是示意，並非一定要同心圓)佈置，設有開放空間、公園和6條120英尺（37米）寬的林蔭大道放射線。田園城市可以自給自足，當它人口滿員達到32,000人時，就要在附近新建一座田園城市。霍华德还设想了以58,000人口的较大的田园城市为主城、多个田园城市为卫星城的田园城市群，各田园城市之间用公路和铁路连结。
霍華德的《明日·通往改革的和平之路》出版後熱銷，很快便以《明日的田园城市》（Garden Cities of To-morrow）為題再版。這使他有機會將設想變為現實。霍華德相信人人都會認同城市的過度擁擠和環境惡化是當時的嚴重問題之一，他在書中引用了一些著名思想家批評城市的話語。霍華德的田園城市概念結合了城市和鄉村，以冀望為工人階級提供在農場或「擁擠、不健康的城市」以外工作的選擇。

### 實踐
霍华德于1899年成立了一个田园城市协会（Garden City Association，後來更名為城鄉規劃協會/Town and Country Planning Association），在1903年和1920年建立了两个试验性质的花园城市：莱奇沃思花園城市和韋林花園市。两个城市虽然没有完全体现埃比尼泽·霍华德爵士的设计思想，但是直到今天两个城市都仍然是健康和持续发展的社区。
1903年1月14日，天津英租界向墙子河以西扩展了3,928亩，称为推广界，是东亚规模最大和最完整集中、最早系统规划、最接近田园城市理念的现代花园郊区杰出案例。

## 影響
埃比尼泽·霍华德爵士的继任者弗列德瑞克·歐斯朋爵士将这种设计延伸到区域规划领域。
花园城市的设计思想在西方产生了很大影响，此后美国、加拿大、澳洲、阿根廷、德国建立了一批花园城市。二战之后，英国的新城镇法案拉开了大量建设花园城市的序幕。
花园城市思想獲英国规划师派崔克·傑地斯实践到以色列城市特拉维夫的建设，当代很多城市规划思想都来源于花园城市思想。
今天，世界上存在大量的花园城市，但是他们仅仅作为居民区来设计，这與埃比尼泽·霍华德爵士平衡住宅、工业和农业的思想是不同的。

## 批判
简·雅各布斯在其著作《美国大城市的死与生》中批评“霍华德创立了一套强大的、摧毁城市的思想”，并认为田园城市对包括勒·柯布西耶的光辉城市在内的很多“正统”规划理论产生了极大的负面影响。